# محمد فنایی اشکوری
محمد فنایی اشکوری (زادهٔ ۱۳۴۰ در رودسر) فیلسوف و محقق است. پژوهش‌های او بیشتر معطوف به حوزه فلسفه، دین، فلسفه دین، عرفان و علوم دینی می‌باشد.

## زندگی
محمد فنائی اشکوری در سال ۱۳۴۰ در اشکور رودسر متولد شد. پس از پایان دوره ابتدائی، مقدمات علوم اسلامی را در چالوس و قزوین آموخت. وی در سال ۱۳۵۹ وارد حوزه علمیه قم شد و تا سال ۱۳۷۰ دروس سطح و خارج فقه و اصول و همچنین متون سنتی فلسفه و عرفان اسلامی را نزد استادان حوزه آموخت. او در کنار دروس یادشده، دوره چهارساله مؤسسه در راه حق در زمینه مقدمات علوم انسانی را نیز به پایان رساند. از استادان او در فقه و اصول سید نور الدین اشکوری و سید محمود هاشمی شاهرودی هستند. استادان فلسفه و عرفان او عبارتند از: انصاری شیرازی، حسن‌زاده آملی، جوادی آملی و مصباح یزدی. وی در کنار درس‌های حوزوی تحصیل در دانشگاه را نیز پی‌گیری کرد. او با شرکت در درس‌های مختلف فلسفه غرب دانشگاه تهران و دیگر مراکز آموزش عالی با فلسفه غرب آشنا شد.
فنائی در سال ۱۳۷۱ وارد دانشگاه مک گیل کانادا شد و در مؤسسه مطالعات اسلامی آن دانشگاه به تحصیل پرداخت و با ارائه پایان‌نامه با عنوان Secondary Intelligibles مدرک کارشناسی ارشد در فلسفه تطبیقی را دریافت کرد و در سال ۱۳۸۰ از دانشکده مطالعات ادیان همان دانشگاه در رشته فلسفه دین به اخذ مدرک دکتری نایل گردید. موضوع پایان‌نامه دکتری او معرفت‌شناسی تجارب عرفانی است. وی سپس به ایران بازگشت و در مؤسسه آموزشی و پژوهشی خمینی در حوزه‌هایی همچون فلسفه تطبیقی، عرفان اسلامی و فلسفه دین به تدریس و پژوهش پرداخت که تاکنون ادامه دارد.
فنائی اشکوری تاکنون بیش از ۵۰ کتاب و مقاله در نشریات داخلی و خارجی منتشر نموده و در کنفرانس‌های بین‌المللی مختلفی (از جمله در دانشگاه‌های آمریکا، کانادا، انگلستان، ایتالیا، اتریش، سوئد، یونان، اسلونی، لبنان، اندونزی و …) در زمینه‌های فلسفه، عرفان و دین به ارائه مقاله و سخنرانی پرداخته‌است.
وی در حال حاضر با رتبه استادی عضو هیئت‌علمی مؤسسه آموزشی و پژوهشی امام خمینی می‌باشد.

## تالیفات
عناوین کتب منتشر شده از فنایی اشکوری عبارتند از:
1. بحران معرفت، نقد عقلانیت و معنویت تجددگرا
2. تعهد به حقیقت
3. دانش اسلامی و دانشگاه اسلامی
4. درآمدی بر تاریخ فلسفه غرب
5. درآمدی بر فلسفه عرفان
6. درآمدی برتاریخ فلسفه اسلامی در سه جلد
7. شاخصه‌های عرفان ناب شیعی
8. شرح این هجران: حکایت یک زندگی (زندگینامهٔ خود نوشت)
9. عرفان اسلامی در متون عالمان شیعی
10. علم حضوری
11. فلسفه و عرفان اسلامی در رویارویی با چالشهای معاصر
12. معرفت‌شناسی دینی
13. معقول ثانی
14. مقدمه‌ای بر فیلسوفان معاصر اسلامی
15. منزلت زن در اندیشه اسلامی
16. نیایش عارفان، شرح حکمت و معنویت شیعی در دعای کمیل

برخی از تالیفات او به زبان‌های انگلیسی و اندونزیایی ترجمه شده‌است.